# Terlago
Terlago és un antic municipi italià, dins de la província de Trento. L'any 2007 tenia 1.665 habitants. Limitava amb els municipis d'Andalo, Fai della Paganella, Lavis, Molveno, Trento, Vezzano i Zambana. L'1 de gener 2016 es va fusionar amb els municipis de Padergnone i Vezzano creant així el nou municipi de Vallelaghi, del qual actualment és una frazione.

## Administració
| Període | Identitat        | Partit       |
| ------- | ---------------- | ------------ |
| 2005-   | Agostino Depaoli | Lista cívica |